# Elezioni europee del 1979 in Belgio
Le elezioni europee del 1979 in Belgio si sono tenute il 10 giugno.

## Risultati
| Liste  | Liste                                                      | Gruppo | Circoscrizione    | Voti      | %     | Seggi |
| ------ | ---------------------------------------------------------- | ------ | ----------------- | --------- | ----- | ----- |
|        | Partito Popolare Cristiano                                 | PPE    | Fiamminga         | 1.607.941 | 29,54 | 7     |
|        | Partito Socialista (fiammingo)                             | SOC    | Fiamminga         | 698.889   | 12,84 | 3     |
|        | Partito Socialista                                         | SOC    | Vallone           | 575.824   | 10,58 | 4     |
|        | Partito della Libertà e del Progresso                      | LD     | Fiamminga         | 512.363   | 9,41  | 2     |
|        | Partito Sociale Cristiano                                  | PPE    | Vallone           | 445.912   | 8,19  | 3     |
|        | Fronte Democratico dei Francofoni - Raggruppamento Vallone | NI     | Vallone           | 414.603   | 7,62  | 2     |
|        | Partito Riformatore Liberale                               | LD     | Vallone           | 372.904   | 6,85  | 2     |
|        | Unione Popolare                                            | CDI    | Fiamminga         | 324.540   | 5,96  | 1     |
|        | Ecolo                                                      | -      | Vallone           | 107.833   | 1,98  | -     |
|        | Partito Comunista del Belgio (vallone)                     | -      | Vallone           | 106.023   | 1,95  | -     |
|        | Agalev                                                     | -      | Fiamminga         | 77.986    | 1,43  | -     |
|        | Partito Comunista del Belgio (fiammingo)                   | -      | Fiamminga         | 39.773    | 0,73  | -     |
|        | Partito del Lavoro del Belgio                              | -      | Fiamminga         | 36.602    | 0,67  | -     |
|        | Vlaamse Volkspartij                                        | -      | Fiamminga         | 34.706    | 0,64  | -     |
|        | Altri <0,50%                                               | -      | Fiamminga/Vallone | 87.079    | 1,60  | -     |
| Totale | Totale                                                     | Totale | Totale            | 5.442.978 |       | 24    |